# Ossido di stagno dopato all'antimonio
L'ossido di stagno-antimonio (più precisamente ossido di stagno dopato all'antimonio,  noto anche con l'acronimo ATO, dall'inglese Antimony Tin Oxide) è un ossido trasparente conduttivo impiegato per la fabbricazione di PCT. In forma di sottile pellicola esso si presenta incolore e trasparente alla luce, mentre in grandi quantità presenta un colore dal giallo pallido al verde dipendente dalla concentrazione del drogante. Mentre nella regione dell'infrarosso riflette le radiazioni come un normale metallo.
Nonostante l'uso di un elemento nocivo come l'antimonio il suo sviluppo, insieme a altri ossidi di stagno estrinsecamente dopati come l'ossido di stagno dopato al fluoro,  trova grande interesse nel tentativo di rimpiazzare il raro e costoso indio nelle pellicole trasparenti e conduttive, attualmente basate su ITO. Oltre a questa prospettiva l'ATO fornisce anche differenti proprietà energetiche e proprietà chimiche superficiali rispetto all'ITO.
L'antimonio è un comune dopante di tipo n dell'ossido stannico. L'aumento della concentrazione di elettroni liberi, per effetto di dopaggio con antimonio, nella banda proibita del SnO2 crea ad una banda metallica semiriempita. Recenti ricerche cercano di implementare il rapporto superficie volume andando a sviluppare tridimensionalmente l'ATO creando strutture macro e mesoporose che pur mantengono una elevata conduttività
L'ossido di antimonio-stagno (ATO) possiede speciali proprietà elettriche e ottiche che ne favoriscono l'applicazione in elettrodi trasparenti, dispositivi per stoccaggio energetico, detectori di impronte ed elementi riscaldanti.